# تميم أنصاري
تميم أنصاري (بالإنجليزية: Tamim Ansary) (و. 1948  م) هو مؤلف، ومؤرخ، وكاتب أمريكي، ولد في كابل.

## التعليم
تعلم في كلية ريد
.